# Vive la France!
Vive la France! er en amerikansk stumfilm fra 1918 af Roy William Neill.

## Medvirkende
- Dorothy Dalton - Genevieve Bouchette
- Edmund Lowe - Jean Picard
- Fred Starr - Heinrich May
- Tom Guise - Bouchier
- Bert Woodruff - Pierre Le Gai
- Bert Sprotte
- Eunice Woodruff